# لو برناردن
لو برناردن (انگلیسی: Le Bernardin) یک رستوران فرانسوی ویژهٔ غذاهای دریایی در میدتاون منهتن در نیویورک است. رستوران اصلی لو برناردن در سال ۱۹۷۲ توسط ژیلبر لو کوز و مگی لو کوز در پاریس افتتاح شد. این نام برگرفته از ترانه‌ای است که پدرشان در کودکی برای آنها خوانده بود، «راهبان سنت برناردن»، که در مورد راهبانی بود که «زندگی را دوست داشتند - مخصوصاً زندگی خوب را». فرزندان لو کوز رستوران را با همان نام در سال ۱۹۸۶ و کمی پس از دریافت سه ستارهٔ میشلن به نیویورک منتقل کردند. اریک ریپر در سال ۱۹۹۱ سرآشپز رستوران شد پس از درگذشت ژیلبر در سال ۱۹۹۶ در اثر سکتهٔ قلبی،
سرآشپز اجرایی و کمی بعد یکی از مالکان رستوران شد. در سال ۲۰۱۲ این رستوران به‌طور کامل نوسازی شد.
این رستوران در زمینهٔ ماهی و غذاهای دریایی تخصص دارد که در انواع سبک‌های آشپزی و با سس‌های گوناگون بر اساس غذاهای فرانسوی و در عین حال از مواد مختلف آسیایی و دیگر طعم‌های مدرن و بین‌المللی تهیه می‌شود. اگر مشتری بخواهد، ماکارونی، گوشت بره و مرغ یا فیله مینیون هم سرو می‌شود. منوی غذا سه بخش «تقریبا خام»، «تقریبا دست‌نخورده» و «کمی پخته‌شده» دارد. از سال ۲۰۱۷ یک منوی ۶ وعده‌ای مخصوص گیاه‌خواران با دو دسر به منوی اصلی خود اضافه کرد. رستوران ۲ سالن غذا خوری دارد که سالن بالایی ۸۰ نفره و سالن طبقهٔ همکف ۲۰۰ نفر گنجایش دارد.  لو برناردن از سال ۵ عصر باز می شود و روزهای یکشنبه تعطیل است.
این رستوران از سال ۱۹۸۶ تا کنون ۴ ستاره از نیویورک تایمز دریافت نموده و تنها رستورانی در نیویورک است که این ۴ ستاره را طی ۳۵ سال حفظ کرده‌است. لو برناردن چندین جایزه بنیاد جیمز بیرد هم برده‌است و در سال ۲۰۰۵ سه ستارهٔ میشلن دریافت کرد و یکی از ۵ رستورانی در شهر نیویورک است که ۳ ستاره میشلن دارد. لو برناردن در سال ۲۰۰۹ در رتبهٔ پانزدهم فهرست ۵۰ رستوران برتر جهان قرار گرفت که هر سال توسط مجلهٔ تخصصی رستوران منتشر می‌شود.
سازمان زِگَت لو برناردن را یکی از بهترین رستوران‌های نیویورک اعلام کرد. راهنمای رستوران لیست که فهرستی از ۱۰۰۰ رستوران برتر جهان را منتشر می‌کند، لو برناردن را در سال ۲۰۱۷ در رتبهٔ دوم و در سال ۲۰۱۸ در رتبهٔ نخست رستوران‌های جهان قرار داد.